# Kanton Guingamp
Kanton Guingamp (fr. Canton de Guingamp) je francouzský kanton v departementu Côtes-d'Armor v regionu Bretaň. Tvoří ho osm obcí.

## Obce kantonu
- Coadout
- Grâces
- Guingamp
- Moustéru
- Pabu
- Plouisy
- Ploumagoar
- Saint-Agathon